# Jean Baptiste Julien d'Omalius d'Halloy
Jean Baptiste Julien d'Omalius d'Halloy, född 16 februari 1783 i Liège, död 15 januari 1875, var en belgisk naturforskare. 
Omalius gjorde efter 1801 mycket vidsträckta forskningsresor, verkade för vaccinationens utbredning i Belgien, var 1815–30 guvernör i provinsen Namur, blev 1848 senator och var sedan 1850 president i vetenskapsakademien i Bryssel. 
Omalius var en mycket lärd naturforskare. Hans arbeten hänför sig huvudsakligen till geologin (Eléments de géologie, 1839; åttonde upplagan 1868) och etnologin (Races humaines, 1845; femte upplagan 1869). Av Napoleon I fick han i uppdrag att upprätta en geologisk karta i skalan 1:4 000 000 över Frankrike, som publicerades 1823.